# Buhoma
Genre
Buhoma est un genre de serpents de la famille des Lamprophiidae. 

## Répartition
Les espèces de ce genre se rencontrent dans la moitié Sud de l'Afrique.

## Liste d'espèces
Selon The Reptile Database (05 janv. 2012) :
- Buhoma depressiceps (Werner, 1897)
- Buhoma procterae (Loveridge, 1922)
- Buhoma vauerocegae (Tornier, 1902)

## Publication originale
- Ziegler, Vences, Glaw & Böhme, 1997 : Genital morphology and systematics of Geodipsas Boulenger, 1896 (Reptilia: Serpentes: Colubridae), with description of a new genus. Revue Suisse de Zoologie, vol. 104, no 1, p. 95-114 (texte intégral).